# Freeport-McMoRan
Freeport-McMoRan Inc. ist ein US-amerikanisches Unternehmen der Bergbauindustrie. Der Firmensitz befindet sich in Phoenix.
Die Freeport-Aktie wird seit 1988 an der New Yorker Börse gehandelt und ist im Aktienindex S&P 500 gelistet.

## Unternehmen

### Freeport-McMoRan in Indonesien
Das Bergbauunternehmen Freeport Sulphur war 1967, nach dem Sturz von Sukarno durch Suharto, das erste ausländische Unternehmen, das eine Genehmigung der indonesischen Regierung erhielt. Später wurde das Freeport-McMoRan Copper & Gold Tochterunternehmen PT Freeport Indonesia mit Grasberg in Westneuguinea Betreiber der größten Goldmine und der am kostengünstigsten fördernden Kupfermine der Welt. Freeport war von Anfang an politisch und ökonomisch bedeutend für das Suharto-Regime. In den USA wirkte das Unternehmen als Lobbygruppe für die Regierung in Jakarta. Freeport wurde zum größten Steuerzahler Indonesiens, der mit Abstand größte Investor, einer der größten Arbeitgeber und betreibt eines der größten sozialen Engagements – Suharto bezeichnete es als essentiell für die indonesische Wirtschaft. Andererseits ist das Unternehmen hinsichtlich seiner Abbaumethoden auch der umstrittenste ausländische Investor.
Es entwickelten sich gegenseitige unterstützende Beziehungen zwischen Freeport und der Indonesischen Regierung, dem Militär und der nationalen politischen Elite. Im Gegenzug wurde Freeport politisch und militärisch durch das Regime geschützt. Die finanzielle Unterstützung brachte Freeport in Gefahr den US-Foreign Corrupt Practices Act zu verletzen. Durch die ökonomische Schlüsselrolle in Jakarta und West-Papua ist die Frage der Unabhängigkeit West Papuas von Indonesien untrennbar mit der Zukunft von Freeport verbunden.
Auf Grund seines Einflusses und seiner Unternehmenspolitik ist Freeport unter Beobachtung vieler Menschenrechts- und Umweltschutzgruppen. Wegen der ernsthaften und irreversiblen Umweltverschmutzung, des Brechens internationaler Gesetze und mangelnder Transparenz hält der staatliche norwegische Pensionsfonds Freeport-Aktien für ethisch nicht vertretbar.

### Beteiligungen
An dem indonesischen Tochterunternehmen PT Freeport Indonesia, dem größten privaten Steuerzahler des Landes, ist Freeport-McMoRan zu 90,64 Prozent beteiligt, den Rest hält die Regierung in Jakarta. Weiterhin gehört das indonesische Explorations-Unternehmen PT Irja Eastern Minerals und die spanische Atlantic Copper SA zu ihren Töchtern.
1995 vereinbarte Freeport mit dem Bergbauunternehmen Rio Tinto für eine anfängliche Zahlung von 1,7 Milliarden US-Dollar einen 40 % Anteil an der Grasberg-Förderung, die über 118.000 Tonnen täglich liegt (2006 etwa das halbe Fördervolumen). Einen 40 % Anteil erhält Rio-Tinto auch an allen zukünftigen Entdeckungen im Konzessionsgebiet in West-Papua. Dieser Vertrag ist das weltweit größte Geschäft im Bergbau.

## Geschichte
Das Unternehmen wurde 1912 im texanischen Freeport gegründet.
1960 fand eine Exploration im indonesischen Dschungel statt. Der Amungme Moses Kilangin führt die Expedition von der Küste durch den Regenwald bis zum Ertsberg. Zeitweilig werden sämtliche erreichbaren männlichen Amungme als Träger engagiert. Im Flachland transportieren die Kamoro in 21 Einbäumen die tonnenschwere Ausrüstung der Expedition. In Erinnerung an die große Bedeutung der Amungme für die Erschließung der Mine trägt der Flughafen von Timika heute den Namen Moses Kilangin.
Der Reichtum des Unternehmens begründet sich hauptsächlich auf die Unterzeichnung einer Lizenzvereinbarung mit dem damaligen Machthaber Suharto im Jahr 1967. Das Unternehmen erwarb das Recht auf 30 km² nach Bodenschätzen zu suchen und erhielt einen 30-jährigen Exklusivvertrag ab der offiziellen Eröffnung der Mine im Jahr 1981. Trotz Protesten der Bevölkerung und der Zerstörung einer Pipeline erweiterte die indonesische Regierung nach Entdeckung der Grasberg-Mine das Konzessionsgebiet 1991 auf 25.000 km². Der Vertrag wurde verlängert für einen Zeitraum von weiteren 50 Jahren. Wie 1967 sind weder Umweltschutzauflagen noch Entschädigungen der Ureinwohner im Vertrag enthalten. Das Unternehmen erzeugt etwa 50 % vom Bruttoinlandsprodukt in Westneuguinea.
Am 31. August 2002 stürmte der Angehörige der Papua-Volksgruppe Anthonius Wamang bewaffnet eine Veranstaltung von Lehrern, die für Freeport-McMoRan arbeiten, tötete zwei Amerikaner, einen Indonesier und verletzte weitere 11 Menschen. Das Ereignis gab Anteilseignern des an der amerikanischen Börse notierten Unternehmens Anlass, nähere Informationen über die Verbindungen mit dem indonesischen Militär zu fordern. Es kamen Vermutungen auf, dass Angehörige der Spezialeinheit KOPASSUS ihren Forderungen nach mehr Geld so mehr Ausdruck verleihen wollten. Andere Spekulationen besagen, dass es sich um einen angeordneten Anschlag der Unabhängigkeitsbewegung OPM gehandelt habe.
Nach April 2003 bezahlte Freeport-McMoRan „offiziell“ keine Einzelpersonen von Militär oder Polizei, um möglichen Anklagen gegen den amerikanischen US Foreign Corrupt Practices Act zu entgehen.
Im November 2006 gab das Unternehmen bekannt, die konkurrierende Phelps Dodge Corporation (Kupfer und Molybdän) für 26 Milliarden US-Dollar erwerben zu wollen. Die Übernahme wurde im März 2007 rechtskräftig.

## Kritik
Das Unternehmen erlangte 2003 Aufsehen im Zusammenhang mit Menschenrechtsverletzungen um die Grasberg-Mine, dem größten Goldbergwerk der Welt in Westneuguinea. Durch die jahrelange Zahlung von mehreren Millionen US-Dollar Schutzgeld an einzelne Offiziere von Militär und Polizei, die Mitverantwortung an der Vertreibung und Tötung vieler tausend Angehöriger der Papua haben, nahm es die Verschlechterung der Lage der Urbevölkerung in der von Unruhe geprägten Provinz Papua in Kauf.
Genauso bekannt ist Freeport für seine Umweltzerstörung. In den Minenverträgen für Grasberg sind keine Umweltauflagen enthalten und vertrauend auf die guten Beziehungen zur indonesischen Regierung ignoriert das Unternehmen die indonesischen Umweltschutzgesetze. 238.000 Tonnen giftiger Abraum werden täglich über die Flüsse Aghawagon und Otomona in den Ajkwa-Fluss transportiert, sowie in Seen verklappt, direkt neben dem Lorentz-Nationalpark. Schon 1990 wurde in der Arafurasee eine deutlich erhöhte Kupferkonzentration gemessen. Laut Freeport ist das Wasser der Flüsse trinkbar und es werden alle Regelungen vom Unternehmen eingehalten. Journalisten und unabhängige Beobachter erhalten keinen Zutritt zur Mine. Durchgeführte Umweltuntersuchungen werden nicht veröffentlicht und unabhängige Messungen nicht zugelassen.
Siehe auch: 8. Platz für Freeport im Toxic 100 Index 2018

## Bedeutende ehemalige Aufsichtsratsmitglieder
- Henry Kissinger, US-Außenminister 1973–1977, davor ab 1969 US-Sicherheitsberater, politischer Berater des indonesischen Präsidenten Abdurrahman Wahid 2000–2001. Aufsichtsratsmitglied 1995–2001
- John Hay Whitney, US-Botschafter in Großbritannien und Haupt-Geldgeber von Dwight D. Eisenhower
- Robert A. Lovett, US-Verteidigungsminister 1951–1953, einer der Architekten des Kalten Krieges
- Admiral Arleigh Burke, 1955–1961 Generalstabschef der US Navy
- Augustus „Gus“ Long, viele Jahre lang Aufsichtsratsvorsitzender von Texaco
- Benno C. Schmidt Senior, prägte den Begriff „Venture Capital“
- Godfrey Stillman Rockefeller
- Jean Mauze, Ehemann von Abby Rockefeller
- J. Stapleton Roy, Botschafter in Indonesien 1996–1999 und Direktor von Kissinger Associates